# Jesper Juul (thérapeute familial)
Pour les articles homonymes, voir Jesper Juul et Juul.
Jesper Juul, né le 18 avril 1948 à Vordingborg et mort le 25 juillet 2019, est un thérapeute familial danois et auteur de plusieurs livres sur l'éducation des enfants destinés au grand public.
Dans son livre sorti en 1995 Dit kompetente barn et traduit en anglais en 2001 sous le titre Your Competent Child, il affirme que les familles d'aujourd'hui sont à la croisée des chemins parce que les valeurs destructrices - obéissance, violence physique et émotionnelle et conformité - qui gouvernaient les familles hiérarchiques traditionnelles sont en train de se transformer. Jusqu'à présent (2007), le livre a été traduit en 13 langues et a popularisé les idées actuelles sur le rôle parental non autoritaire.

## Biographie
Jesper Juul naît le 18 avril 1948.
Il est diplômé du séminaire de Marselisborg pour former les enseignants, qu'il complète dans les spécialités : histoire et religion. Il obtient ensuite une maîtrise en histoire à l'université d'Aarhus, mais il n'en sort pas diplômé.
Il n'a pas d'articles scientifiques évalués par des pairs répertoriés dans la base de données psychologiques américaine PsycINFO, mais ses livres ont été cités à de nombreuses reprises dans des publications universitaires.
Jesper Juul est un éducateur et conférencier de renommée internationale.
Il est le thérapeute familial le plus célèbre d'Europe. Des millions de parents lui demandent conseil. Ils ne savent rien de son épreuve. 
Jesper Juul est auteur de best-sellers. Sabine Menkens du Die Welt en cite trois : Die kompetente Familie, Nein aus Liebe ou Leitwölfe sein.

### Vie privée
Jesper Juul a un fils, Nicolai.
Son fils est issu d'un premier mariage (1971-1990). Jesper Juul s'est séparé de sa première femme puis s'est remarié avec Suzana et a divorcé à nouveau en 2014.

## Publications
Cette liste est incomplète.
Selon un article daté de février 2017 de Jeannette Otto du Die Zeit, Jesper Juul a publié quarante titres en Allemagne.
- Dit kompetente barn, 1995[12]
- Was gibt’s heute? Gemeinsam essen macht Familie stark. Walter, Düsseldorf 2002. (3e édition, Beltz, Weinheim 2009,  (ISBN 978-3-407-22918-2).
- Avec Helle Jensen: Vom Gehorsam zur Verantwortung. Für eine neue Erziehungskultur. Walter, Düsseldorf 2004. (3e édition, Beltz, Weinheim 2009,  (ISBN 978-3-407-22915-1).
- Aus Erziehung wird Beziehung. Authentische Eltern – kompetente Kinder. Herder, Fribourg-en-Brisgau, 2005,  (ISBN 3-451-05533-3).
- Unser Kind ist chronisch krank. Ein Ratgeber für Eltern. Kösel, Munich, 2005,  (ISBN 3-466-30683-3).
- Was Familien trägt. Werte in Erziehung und Partnerschaft. Kösel, Munich, 2006. (Beltz, Weinheim 2008,  (ISBN 978-3-407-22905-2).
- Die kompetente Familie. Neue Werte in der Erziehung. Kösel, Munich, 2007,  (ISBN 978-3-466-30752-4).
- Nein aus Liebe. Klare Eltern – starke Kinder. Kösel, Munich, 2008,  (ISBN 978-3-466-30776-0).
- Dein kompetentes Kind. Auf dem Weg zu einer neuen Wertgrundlage für die ganze Familie. Neuübersetzung. Rowohlt, 2009,  (ISBN 978-3-499-62533-6).
- Grenzen, Nähe, Respekt. Rowohlt, 2009,  (ISBN 978-3-499-62534-3).
- mit Pernille W. Lauritsen: Frag Jesper Juul. Gespräche mit Eltern. Götz, Dörfles 2009,  (ISBN 978-3-902625-07-6).
- Pubertät. Wenn Erziehen nicht mehr geht. Kösel, Munich, 2010,  (ISBN 978-3-466-30871-2).
- Elterncoaching: Gelassen erziehen. Beltz, Weinheim 2011,  (ISBN 978-3-407-85920-4).
- Mann & Vater sein. Kreuz, Freiburg im Breisgau 2011,  (ISBN 978-3-451-61044-8).
- Aus Stiefeltern werden Bonus-Eltern. Chancen und Herausforderungen für Patchwork-Familien. Kösel, Munich 2011,  (ISBN 978-3-466-30909-2).
- Familienberatung: Perspektiven und Prozess. Voelchert, München 2012,  (ISBN 978-3-935758-21-5).
- Das Familienhaus. Wie Große und Kleine gut miteinander auskommen. Kösel, Munich, 2012,  (ISBN 978-3-466-30920-7).
- Wem gehören unsere Kinder? Dem Staat, den Eltern oder sich selbst? Ansichten zur Frühbetreuung. Aus dem Englischen von Kerstin Schöps. Beltz, Weinheim an der Bergstrasse 2012,  (ISBN 978-3-407-85970-9).
- Schulinfarkt. Was wir tun können, damit es Kinder, Eltern und Lehrern besser geht?, Kösel, Munich, 2013,  (ISBN 978-3-466-30984-9)[13].
- Leitwölfe sein. Liebevolle Führung in der Familie. Beltz, Weinheim an der Bergstraße 2016,  (ISBN 978-3-407-86404-8)[14].
- Liebende bleiben[15]